# Agave valenciana
Agave valenciana là một loài thực vật có hoa trong họ Măng tây. Loài này được Cházaro & A.Vázquez mô tả khoa học đầu tiên năm 2005.